# ジョー・ウォーカー
ジョー・ウォーカー（Joe Walker, 1963年10月2日 - ）は、イギリスの編集技師である。

## 人物
スティーヴ・マックイーンやドゥニ・ヴィルヌーヴ監督作品への参加で知られており、ヴィルヌーヴの『DUNE/デューン 砂の惑星』（2021年）でアカデミー賞編集賞を受賞した。

## 主なフィルモグラフィ
- Tabloid (2004)
- Never Again as Before (2005)
- HUNGER/ハンガー Hunger (2008)
- DATSUGOKU -脱獄- The Escapist (2008)
- 狼たちの処刑台 Harry Brown (2009)
- ブライトン・ロック Brighton Rock (2010)
- LIFE IN A DAY 地球上のある一日の物語 Life in a Day (2011) ドキュメンタリー
- SHAME -シェイム- Shame (2011)
- パニック・トレイン Last Passenger (2013)
- それでも夜は明ける 12 Years a Slave (2013)
- ブラックハット Blackhat (2015)
- ボーダーライン Sicario (2015)
- メッセージ Arrival (2016)
- ブレードランナー 2049 Blade Runner 2049 (2017)
- ロスト・マネー 偽りの報酬 Widows (2018)
- DUNE/デューン 砂の惑星 Dune (2021)
- 消えない罪 The Unforgivable (2021)
- ザ・クリエイター/創造者 The Creator (2023年)

## 受賞とノミネート
| 賞                                 | 年   | 部門                        | 作品名                    | 結果       |
| ---------------------------------- | ---- | --------------------------- | ------------------------- | ---------- |
| アカデミー賞                       | 2013 | 編集賞                      | それでも夜は明ける        | ノミネート |
| アカデミー賞                       | 2016 | 編集賞                      | メッセージ                | ノミネート |
| アカデミー賞                       | 2021 | 編集賞                      | DUNE/デューン 砂の惑星    | 受賞       |
| EDA賞                              | 2013 | 編集賞                      | それでも夜は明ける        | ノミネート |
| EDA賞                              | 2016 | 編集賞                      | メッセージ                | ノミネート |
| EDA賞                              | 2018 | 編集賞                      | ロスト・マネー 偽りの報酬 | ノミネート |
| EDA賞                              | 2021 | 編集賞                      | DUNE/デューン 砂の惑星    | ノミネート |
| アメリカ映画編集者協会賞           | 2013 | 長編映画編集賞 (ドラマ部門) | それでも夜は明ける        | ノミネート |
| アメリカ映画編集者協会賞           | 2015 | 長編映画編集賞 (ドラマ部門) | ボーダーライン            | ノミネート |
| アメリカ映画編集者協会賞           | 2016 | 長編映画編集賞 (ドラマ部門) | メッセージ                | 受賞       |
| アメリカ映画編集者協会賞           | 2017 | 長編映画編集賞 (ドラマ部門) | ブレードランナー 2049     | ノミネート |
| アメリカ映画編集者協会賞           | 2021 | 長編映画編集賞 (ドラマ部門) | DUNE/デューン 砂の惑星    | ノミネート |
| 英国アカデミー賞                   | 2013 | 編集賞                      | それでも夜は明ける        | ノミネート |
| 英国アカデミー賞                   | 2016 | 編集賞                      | メッセージ                | ノミネート |
| 英国アカデミー賞                   | 2017 | 編集賞                      | ブレードランナー 2049     | ノミネート |
| 英国アカデミー賞                   | 2021 | 編集賞                      | DUNE/デューン 砂の惑星    | ノミネート |
| 英国インディペンデント映画賞       | 2011 | 技術貢献賞                  | SHAME -シェイム-          | ノミネート |
| シカゴ映画批評家協会賞             | 2013 | 編集賞                      | それでも夜は明ける        | ノミネート |
| クリティクス・チョイス・アワード   | 2013 | 編集賞                      | それでも夜は明ける        | ノミネート |
| クリティクス・チョイス・アワード   | 2016 | 編集賞                      | メッセージ                | ノミネート |
| ヨーロッパ映画賞                   | 2012 | 編集賞                      | SHAME -シェイム-          | 受賞       |
| イブニング・スタンダード英国映画賞 | 2008 | 編集賞                      | DATSUGOKU -脱獄-          | ノミネート |
| イブニング・スタンダード英国映画賞 | 2008 | 編集賞                      | HUNGER/ハンガー           | ノミネート |
| オンライン映画批評家協会賞         | 2013 | 編集賞                      | それでも夜は明ける        | ノミネート |
| オンライン映画批評家協会賞         | 2015 | 編集賞                      | ボーダーライン            | ノミネート |
| オンライン映画批評家協会賞         | 2016 | 編集賞                      | メッセージ                | ノミネート |
| フェニックス映画批評家協会賞       | 2013 | 編集賞                      | それでも夜は明ける        | ノミネート |
| サンディエゴ映画批評家協会賞       | 2013 | 編集賞                      | それでも夜は明ける        | ノミネート |
| サンディエゴ映画批評家協会賞       | 2015 | 編集賞                      | ボーダーライン            | ノミネート |
| サンディエゴ映画批評家協会賞       | 2016 | 編集賞                      | メッセージ                | ノミネート |
| サンフランシスコ映画批評家協会賞   | 2013 | 編集賞                      | それでも夜は明ける        | ノミネート |
| サンフランシスコ映画批評家協会賞   | 2015 | 編集賞                      | ボーダーライン            | ノミネート |
| サンフランシスコ映画批評家協会賞   | 2016 | 編集賞                      | メッセージ                | 受賞       |
| サテライト賞                       | 2011 | 編集賞                      | SHAME -シェイム-          | ノミネート |
| サテライト賞                       | 2013 | 編集賞                      | それでも夜は明ける        | ノミネート |
| サテライト賞                       | 2015 | 編集賞                      | ボーダーライン            | 受賞       |
| ワシントンD.C.映画批評家協会賞     | 2013 | 編集賞                      | それでも夜は明ける        | ノミネート |
| ワシントンD.C.映画批評家協会賞     | 2015 | 編集賞                      | ボーダーライン            | ノミネート |
| ワシントンD.C.映画批評家協会賞     | 2016 | 編集賞                      | メッセージ                | ノミネート |